# NORD (Magazin)
NORD ist ein jährlich erscheinendes, kostenloses und werbefinanziertes Magazin aus Berlin, das sich mit neuen Lifestyleprodukten und aktuellen kulturellen Produktionen aus Skandinavien beschäftigt. Die bisherigen Bereiche des Magazins umfassen Musik, Mode, Literatur, Design, Theaterproduktionen und Reiseziele. Es liegt in Kulturinstitutionen, Galerien, diversen Cafés und Bars sowie Universitäten in Berlin aus und ist aktuell über den Internetversandhandel Scandstyle zu beziehen.
Das Magazin NORD wird von der deutsch-schwedischen Agentur Himmel & Jord unter einem jährlich wechselnden Schwerpunkt herausgegeben:
- NORD ist 2005 als Programmheft das erste Mal veröffentlicht worden, um die These zu vertreten, dass „Berlin (…) die heimliche Hauptstadt der nordischen Länder“ sei.
- 2006 ist NORD im Rahmen des NORD Kulturforums, das vom 21. April 2006 bis zum 7. Mai 2006 stattgefunden hat, erschienen. Das Leitthema dieser Ausgabe war „Urban Reflexions“, in der die Themen Groß- und Kleinstadt sowie Veränderung thematisiert worden sind.
- 2007 lautete der Untertitel von NORD „Du hast keinen Geschmack“ und bezog sich auf die Ausstellung „NORD Style“ im Rahmen des Designmais 2007 in Berlin. Die aktuelle Auflage beträgt 40.000 Exemplare. Zudem ist ein zweites Magazin neu integriert worden: SÜD, als kleine „Schwester“ von NORD, hat zum Ziel, deutsche Kultur und Kunst zu vermitteln.

Chefredakteur aller Ausgaben ist Ralf Gion Fröhlich, der von 2000 bis 2004 auch Chefredakteur des deutsch-schwedischen Modemagazin „Straight“ war.